# Acanthoclada
Acanthoclada is een geslacht van sponsdieren uit de klasse van de Demospongiae (gewone sponzen).

## Soort
- Acanthoclada prostrata Bergquist, 1970